# Alfredo Foglino
Alfredo Foglino (ur. 31 stycznia 1893 w Montevideo, zm. w 1968) – urugwajski piłkarz grający jako obrońca.

## Życiorys
Jako piłkarz klubu Club Nacional de Football był w kadrze reprezentacji Urugwaju podczas turnieju Copa América 1916 – pierwszych w dziejach mistrzostwach Ameryki Południowej oraz pierwszych w dziejach mistrzostwach kontynentalnych. Urugwaj zdobył tytuł pierwszego mistrza Ameryki Południowej, a Foglino zagrał w dwóch meczach - z Chile i Argentyną. Wkrótce po turnieju wziął udział w przegranym meczu w ramach Copa Lipton 1916.
Rok później wziął udział w turnieju Copa América 1917, gdzie Urugwaj ponownie został mistrzem Ameryki Południowej. Foglino zagrał w 2 ostatnich meczach - z Brazylią i Argentyną.
Po raz trzeci w mistrzostwach kontynentalnych wystąpił podczas turnieju Copa América 1919, gdzie Urugwaj został wicemistrzem Ameryki Południowej. Foglino zagrał we wszystkich 4 spotkaniach - z Argentytną, Chile i w obu meczach z Brazylią.
W następnym roku w turnieju Copa América 1920 Urugwaj po raz trzeci sięgnął po mistrzostwo kontynentu, a Foglino zagrał we wszystkich 3 meczach - z Argentyną, Brazylią i Chile.
Po raz piąty i ostatni Foglino wziął udział w mistrzostwach kontynentalnych podczas turnieju Copa América 1921. Był to najmniej udany turniej, gdyż Urugwaj zajął dopiero 3. miejsce. Foglino wystąpił we wszystkich trzech spotkaniach - z Paragwajem, Brazylią i Argentyną.
Wraz z Nacionalem, w którego barwach rozegrał 416 spotkań, 9-krotnie zdobył mistrzostwo Urugwaju – w 1912, 1915, 1916, 1917, 1919, 1920, 1922, 1923 i w 1924.
Foglino od 5 sierpnia 1912 roku do 22 lipca 1923 roku rozegrał w reprezentacji Urugwaju 47 meczów. Podczas turniejów Copa América był kierownikiem gry obronnej drużyny Urugwaju. Jako pierwszy w historii uzyskał w urugwajskiej reprezentacji przydomek Mariscal (czyli Marszałek) – stało się to podczas pierwszych mistrzostw kontynentu z 1916 roku. Słynął z ostrych wejść w atakujących przeciwników oraz charakteryzował się tubalnym głosem, słyszlanym wyraźnie na trybunach.